# I moribondi del Palazzo Carignano
I moribondi del Palazzo Carignano è un'opera del giornalista e politico Ferdinando Petruccelli della Gattina. 

## Genesi
Archetipo di un filone di letteratura polemica nei confronti della classe dirigente italiana, il libro nasce da una serie di reportage dall'Italia che l'autore scrisse per il giornale francese La Presse, di cui era corrispondente.
Si raccontano fatti e retroscena, personaggi ed eventi della politica del regno appena costituitosi. Il parlamento si trovava all'epoca a Palazzo Carignano (Torino) e l'autore era all'opposizione, tra i banchi della sinistra. 

## Successo
Spesso tacciato di mera antipolitica, in realtà il libro è uno sprone ad elevare lo spirito nobile della politica e a recuperare gli ideali che avevano contribuito all'unità d'Italia.
I moribondi del Palazzo Carignano ebbe fortuna, fu più
volte ristampato ed è stato ricevuto positivamente da autori come Luigi Russo e Indro Montanelli.